# Argentinas Grand Prix 1995
Argentinas Grand Prix 1995 var det andra av 17 lopp ingående i formel 1-VM 1995.

## Resultat
1. Damon Hill, Williams-Renault,10 poäng
2. Jean Alesi, Ferrari, 6
3. Michael Schumacher, Benetton-Renault, 4
4. Johnny Herbert, Benetton-Renault, 3
5. Heinz-Harald Frentzen, Sauber-Ford, 2
6. Gerhard Berger, Ferrari, 1
7. Olivier Panis, Ligier-Mugen Honda
8. Ukyo Katayama, Tyrrell-Yamaha
9. Domenico Schiattarella, Simtek-Ford

### Förare som bröt loppet
- Pedro Diniz, Forti-Ford (varv 63, för få varv)
- Roberto Moreno, Forti-Ford (63, för få varv)
- Mika Salo, Tyrrell-Yamaha (48, kollision)
- Aguri Suzuki, Ligier-Mugen Honda (47, kollision)
- Pierluigi Martini, Minardi-Ford (44, snurrade av)
- Gianni Morbidelli, Footwork-Hart (43, elsystem)
- Taki Inoue, Footwork-Hart (40, snurrade av)
- Rubens Barrichello, Jordan-Peugeot (33, oljetryck)
- Jos Verstappen, Simtek-Ford (23, växellåda)
- David Coulthard, Williams-Renault (16, elsystem)
- Mark Blundell, McLaren-Mercedes (9, oljeläcka)
- Eddie Irvine, Jordan-Peugeot (6, motor)
- Andrea Montermini, Pacific-Ilmor (1, kollision)
- Mika Häkkinen, McLaren-Mercedes (0, kollision)
- Karl Wendlinger, Sauber-Ford (0, kollision)
- Bertrand Gachot, Pacific-Ilmor (0, kollision)

### Förare som ej startade
- Luca Badoer, Minardi-Ford (0, startade inte)